# Mieczysław Marian Domaradzki
Mieczysław Marian Domaradzki (ur. 2 października 1949 w Brzegu; zm. 26 czerwca 1998 w Septemwri, w Bułgarii) – profesor dr hab., polski archeolog, profesor Instytutu Archeologii Bułgarskiej Akademii Nauk oraz Instytutu Historii Uniwersytetu Opolskiego; specjalizacja badawcza; antyczna Tracja i jej rozwój kulturowy między V a IV wiekiem p.n.e. oraz funkcje emporionów handlowych. 
W latach 1967–1972 studiował archeologię na Uniwersytecie Jagiellońskim w Krakowie. Po ukończeniu studiów był stypendystą Bułgarskiej Akademii Nauk. Od czasu odkrycia trackiej osady handlowej w Septemwri w roku 1988 współpracował z Archaeological Institute with Museum at the Bulgarian Academy of Sciences oraz od roku 1993 z czeskim archeologiem, kierownikiem misji bułgarskiej, prof. Janem Bouzkem z Uniwersytetu Karola w Pradze. 
Praca doktorska nt. Tracja a wielka inwazja Celtów została obroniona w roku 1976. Rozprawę habilitacyjną napisał w roku 1989 nt. Zabytki kultury trackiej w górnym biegu rzeki Mesta. 
W roku 1997 powrócił do Polski oraz rozpoczął pracę w Instytucie Historii Uniwersytetu Opolskiego. Zmarł nagle podczas letnich wykopalisk w Bułgarii w roku 1998. Został pochowany w Lewinie Brzeskim. 
Wyniki badań profesora zostały opracowane i opublikowane w książce pt. Pitiros i Thasos. Structures economiques dans la peninsule balkanique aux VII-II siecles avant J.C.. Opole, 2000. 
W Septemwri w Bułgarii, znajduje się muzeum archeologiczne noszące imię profesora Mieczysława Domaradzkiego, który był pierwszym odkrywcą w tych okolicach starogreckiego ośrodka handlowego tzw. emporionu – Emporion Pistiros.

## Publikacje
- Mieczysław Domaradzki. Tarcze z okuciami metalowymi na terenie Celtyki wschodniej. Przegląd Archeologiczny t. 25
- In memoriam. Domaradzki “The culture of the Thracians and their neighbours. Roundtable: Archaeological map of Bulgaria”. Organised by the Archaeological Institute with Museum at the Bulgarian Academy of Sciences, the Archaeological museum – Septemvri, and the Historical museum “Iskra” – Kazanluk.
- Volume I “Emporion Pistiros. Thracian-Greek trade relationships” autor : M. Domaradzki, V. Taneva
- Volume II “Emporion Pistiros. The Thracian culture during the transition toward the Hellenistic age”, autor : M. Domaradzki, V. Taneva
- Domaradzki M., 1993: Pistiros – centre commercial et politique dans la vallée de Maritza (Thrace),

Archeologia (Warszawa) XLIV, 35–57
Domaradzki M., 1996: Trako-gracki targovski otnoshenija (Thraco-greek commercial relations).
Septemvri
- Domaradzki M., 1996: Interim report on archaeological investigations at Vetren-Pistiros, 1988–

1994, with pls. I–IX, [w:] J. Bouzek, M. Domaradzki, Z. Archibald, Pistiros I, (Prague),
13–34.
- Domaradzki, M., 2000: Problèmes des emporia en Thrace, [w:] M. Domaradzki, L. Domaradzka,

J. Bouzek, J. Rostropowicz (eds.), Pistiros et Thasos. Structures économiques dans la péninsule
balkanique aux VIIe–IIe siècles avant J.-C., Opole, 29–38.
- Domaradzki M., 2002: An Interim report on investigations at Vetren-Pistiros, 1995–1998, with pls.

1–8, [w:] J. Bouzek, L. Domaradzka, Z. Archibald, Pistiros II, (Prague), 11–30.
Domaradzki M., H. Popov, 2001: Straβen und Wege in Thrakien während der späten Eisenzeit
(6. – 1. Jh. v. Chr.), [w:] Actes du colloque “15 godini razkopki v Carassura”, Beier &Beran,
Weisslach, 131–140.
- Domaradzki M., 2003 Gartsite v Trakiya (Greeks in Thrace), GSU IF. Studia archaeologica. Supplementum

I.1 (Sofi a), 105–114.